# Hilmar Verbeek
Hilmar Verbeek (23 de agosto de 1999) es un deportista neerlandés que compite en remo. Ganó una medalla de plata en el Campeonato Europeo de Remo de 2019, en la prueba de cuatro scull ligero.

## Palmarés internacional
| Campeonato Europeo | Campeonato Europeo | Campeonato Europeo | Campeonato Europeo  |
| Año                | Lugar              | Medalla            | Prueba              |
| ------------------ | ------------------ | ------------------ | ------------------- |
| 2019               | Lucerna (Suiza)    | Medalla de plata   | Cuatro scull ligero |